# Altajosoma golovatchi
Altajosoma golovatchi är en mångfotingart som först beskrevs av Shear 1990.  Altajosoma golovatchi ingår i släktet Altajosoma och familjen Diplomaragnidae. Inga underarter finns listade i Catalogue of Life.